# Анебю (община)
Вижте пояснителната страница за други значения на Анебю.
Община Анебю (на шведски: Aneby kommun) е разположена в лен Йоншьопинг, южна Швеция с обща площ 557 km2 и население 6375 души (към 31 декември 2013). Административен център на община Анебю е едноименния град Анебю.